# Un ponte sull'eternità
Un ponte sull'eternità è l'ottavo romanzo dello scrittore statunitense Richard Bach scritto nel 1984.

## Edizioni
- Richard Bach, Un ponte sull'eternità, traduzione di Pier Francesco Paolini, collana Superbur, BUR Biblioteca Univ. Rizzoli, 1988,  p. 336, ISBN 978-88-17-11348-9.